# Junior college

Le terme junior college s'applique à différents types d'établissements scolaires, dans différents pays, notamment en Inde, aux États-Unis, au Japon et à Singapour.
Dans ces pays, junior college désigne un établissement d'enseignement supérieur dont le cursus est seulement de deux ans, soit la première et la deuxième année du premier cycle universitaire. L’Office québécois de la langue française propose de traduire par « collège postsecondaire ».

## Singapour
À Singapour, un Junior College (JC) correspond à un niveau de sixième année au Royaume-Uni. Après les examens du GCE niveau « O » en 4e ou 5e année du secondaire, les lycéens peuvent être admis dans un Junior College. Au bout de deux ans, ils peuvent obtenir un certificat de niveau GCE « A » qui est la qualification la plus couramment utilisée pour entrer à l'université.